# Fantastico
Fantastico is een lied van de Nederlandse zanger Dries Roelvink in samenwerking met muziekgroep Bankzitters. Het werd in 2022 als single uitgebracht. 

## Achtergrond
Fantastico is geschreven door Carlos Vrolijk, Bram Koning, Billy Dans, Ruben Moolhuizen en Brahim Fouradi en geproduceerd door Project Money. Het is een nummer uit het genre nederpop. Het is een lied dat gaat over wijnproeven. Het lied was gemaakt nadat Roelvink viraal op verschillende sociale media, zoals TikTok en Instagram, was gegaan met filmpjes waarin hij verschillende wijnen proefde. De platenlabel van Roelvink stelde voor om het lied te maken met de muziekgroep Bankzitters. Hierover vertelde Roelvink dat hij de muziekgroep eerst niet kende, maar dat er door zijn zoons werd aangeraden om de samenwerking aan te gaan. 
Over de samenwerking zelf was de zanger niet tevreden. Hij vond dat de muziekgroep te weinig deed aan promotie voor het lied ten opzichte van de moeite die hij er in stak. Hij vertelde dat de groep hun naam eer aan deed, door thuis op de bank te zitten. De Bankzitters vertellen op hun beurt dat Dries na het maken van dit nummer nog steeds geen idee had wie de leden van de groep waren. Ook zou hij bij een afterparty leden van de Bankzitters van het podium hebben laten verwijderen tijdens het zingen van Fantastico.

## Hitnoteringen
De artiesten hadden bescheiden succes met het lied in de hitlijsten van Nederland. Het piekte op de 68e plaats van de Single Top 100 en stond twee weken in deze hitlijst. De Top 40 werd niet bereikt; het lied bleef steken op de vijtiende plaats van de Tipparade.